# 多聞部
多聞部（梵語：Bahuśrutīya；巴利語：Bahussutaka、Bāhulika），為部派佛教二十部之一。傳說此部律主具多聞德（梵語：bahuśruta；巴利語：bahussuta），廣學三藏、深悟佛言，因而其部派稱為多聞部。《異部宗輪論述記》又載：「所弘之教，深於大眾，過舊所聞者」，故名多聞。
此派部主宣說無常、苦、空、無我、涅槃寂靜這五教是「出世教」，能引出離道。餘教設能引出離道，不決定故，亦非出世。

## 學說
《異部宗輪論》記載：
|  | 其多聞部本宗同義。謂佛五音是出世教，一無常，二苦，三空，四無我，五涅槃寂靜，此五能引出離道故。如來餘音是世間教。有阿羅漢為餘所誘，猶有無知，亦有猶豫，他令悟入，道因聲起。餘所執多同說一切有部。 |